# Irmgard Klaff-Isselmann

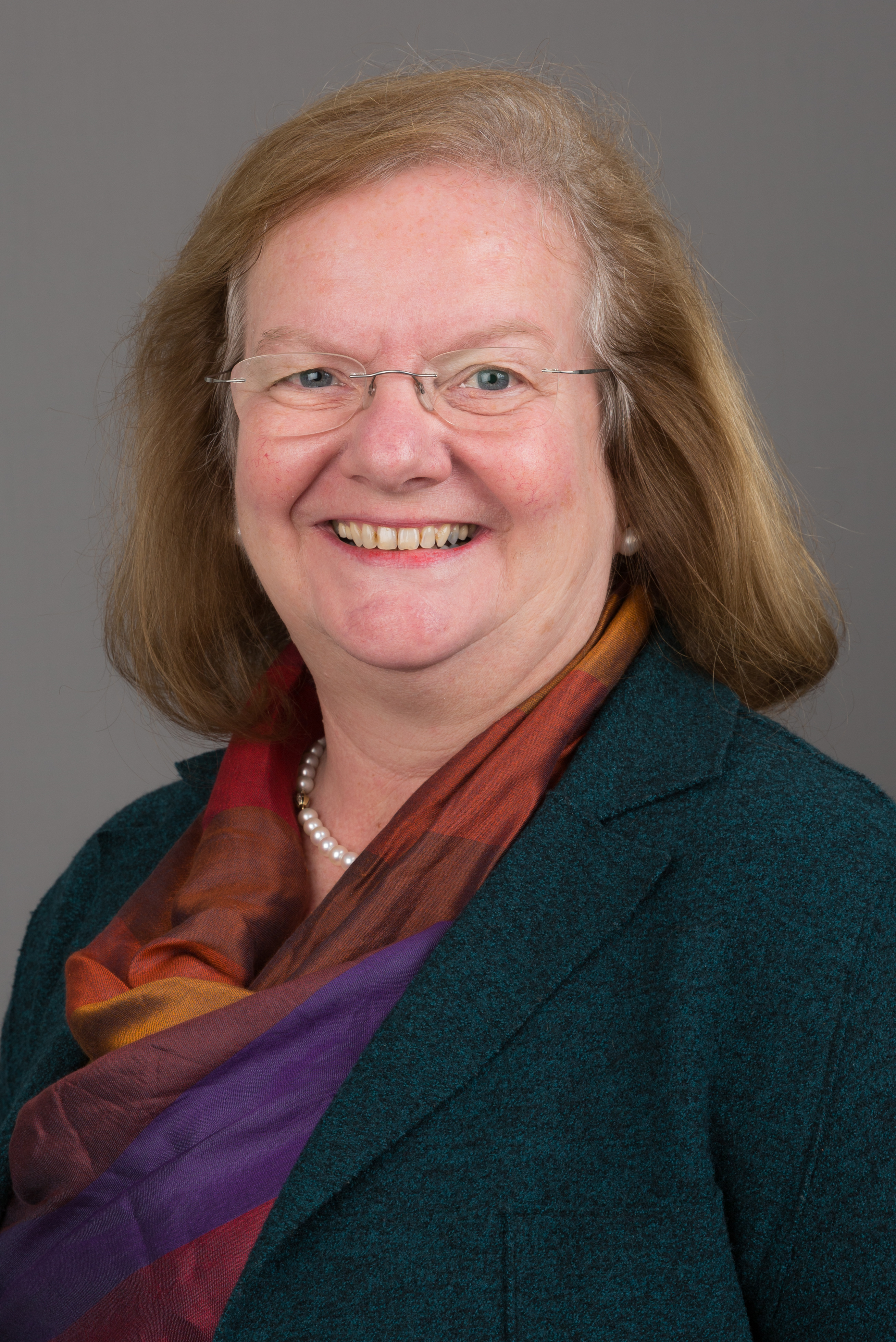
Irmgard Klaff-Isselmann (2016)

Irmgard Klaff-Isselmann (* 22. Mai 1957 in Neuss) ist eine hessische Politikerin (CDU) und ehemalige Abgeordnete des Hessischen Landtags. 

## Ausbildung und Beruf
Nach dem Abitur studierte Irmgard Klaff-Isselmann Rechtswissenschaften in Regensburg und Bonn. Seit 2001 ist sie selbständig in der Finanzdienstleistungsbranche und seit 1980 ehrenamtlich Segelfluglehrerin.

## Politik
Seit 1989 ist Irmgard Klaff-Isselmann Mitglied der CDU und dort in verschiedenen Funktionen aktiv. Von 1993 bis 2001 war sie Stadtverordnete und von 2001 bis 2011 Mitglied des Magistrates der Stadt Darmstadt. Seit Frühjahr 2011 ist sie wieder Stadtverordnete der Stadt Darmstadt.
Klaff-Isselmann ist seit Herbst 1993 Vorsitzende der Frauen Union (FU). Seit März 1996 ist sie stellv. Kreisvorsitzende der CDU. Sie gehörte von 1997 bis 2001 zum Verwaltungsrat des Staatstheaters und ist seit März 2011 dort erneut im Verwaltungsrat tätig. Zudem ist sie seit 2000 im Aufsichtsrat der Hessischen Energie AG HEAG Natur Pur und war von 2001 bis 2011 Mitglied im Vorstand des Zweckverbands Abfallentsorgung Südhessen. Seit August 2011 ist sie in der Verbandsversammlung des Zweckverbands Abfallentsorgung Südhessen.
Außerdem war Klaff-Isselmann von 1997 bis 2001 Mitglied in der Verbandsversammlung der DADINA Nahverkehrsorganisation und ist dort seit April 2011 erneut tätig. Von 2001 bis 2011 war sie im Vorstand der DADINA tätig. Irmgard Klaff-Isselmann engagiert darüber hinaus auch im Bereich Kultur. Sie ist seit April 2011 Mitglied des Kulturausschusses 2011 und seit Mai 2011 Mitglied der Betriebskommission Eigenbetrieb Kulturinstitute.

## Abgeordnete
Seit dem 1. Juli 2011 war sie Abgeordnete im Hessischen Landtag für den Wahlkreis Darmstadt-Stadt I und dort in folgenden Ausschüssen und Gremien tätig: Innenausschuss, Sozial- und Integrationspolitischer Ausschuss, Unterausschuss Justizvollzug, Unterausschuss für Heimatvertriebene, Aussiedler, Flüchtlinge und Wiedergutmachung.
Bei der Landtagswahl in Hessen 2013 trat sie im Wahlkreis Darmstadt-Stadt I an. Hier unterlag sie gegen Michael Siebel. Ihr gelang jedoch der Einzug in den Landtag über einen Listenplatz der Partei. Bei der Landtagswahl in Hessen 2018 unterlag sie der Grünen-Kandidatin Hildegard Förster-Heldmann und schied aus dem Landtag aus, da bei dieser Wahl die CDU-Landesliste nicht zog.

## Ehrenamtliches Engagement
- Stellv. Vorsitzende der Kooperation Frauen e. V.
- Seit 1991 Gesellschafterin der Baff Kooperation Frauen GmbH
- Seit Januar 2008 und im Beirat des Hausfrauenbundes Darmstadt
- Seit 1992 Mitglied im Beirat der Verbraucherzentrale Darmstadt
- Seit 1993 Vorsitzende des Seniorenrats Darmstadt e. V.
- Seit Februar 2003 Mitglied in der Fachkonferenz für Altenhilfe
- Seit 2006 Mitglied im Vorstand Fachkonferenz Altenhilfe
- Seit Frühjahr 2008 Mitglied im Arbeitskreis für Migration und Gesundheit
- Seit 2007 Mitglied im Beirat demenzfreundliche Stadt
- Seit 2008 Mitglied im Arbeitskreis Demenz der Fachkonferenz Altenhilfe
- Seit 2008 Mitglied im Arbeitskreis Altenhilfeplanung der Fachkonferenz Altenhilfe seit 2007
- Seit 2015 Landesvorsitzende von donum vitae e.V. Hessen

## Kirchliches Engagement
Klaff-Isselmann ist seit 1995 Lektorin und Kommunionhelferin und seit Dezember 2008 im Verwaltungsrat St. Ludwig. Zudem ist sie seit September 2009 Trägervertreterin in der Kindertagesstätte St. Ludwig.

## Fliegerei
Irmgard Klaff-Isselmann ist seit 1980 Segelfluglehrerin. Sie war Frauenbeauftragte des deutschen Aero Club Nordrhein Westfalen / DAeC NW von 1981 bis Juni 1998. Außerdem war Klaff-Isselmann Vizepräsidentin des DAeC NW von März 1989 bis November 1995 und auch stellvertretende Frauenbeauftragte des DAeC Bund von Januar 1993 bis Januar 1996.

## Privat
Sie ist katholisch, verheiratet und hat zwei Kinder.